# Säffle HC
Säffle HC är en svensk idrottsförening som bildades 1986. Klubben har både ungdomsverksamhet samt seniorlag i seriespel i ishockey. Klubben spelar sina hemmamatcher i Somashallen, som stod färdig i början av 1988. För närvarande spelar klubben i Hockeytvåan. I slutet av 1990-talet testade klubben spel i division 1. Före Säffle HC:s bildande hade Säffle kommun andra hockeyföreningar, bland annat IFK Säffle och SK Sifhälla. Men det var framförallt hockeyföreningen Rastens HC som lade grunden för Säffle HC. 
Säsongen 1999/2000 spelade laget för första och hittills enda gången i Division 1 och slutade sist i Division I Västra B, den påföljande vårserien och slutligen i kvalserien. Den före detta hockeyspelaren Sergei Fokin var under ett antal säsonger tränare i klubben.